# Eleccions presidencials sèrbies de 2008

Boris Tadić fou elegit President de Sèrbia en la segona volta de les eleccions presidencials de 2008.

Les eleccions presidencials sèrbies de l'any 2008 van ser convocades anticipadament, i eren les primeres després de la separació de Sèrbia i Montenegro. Es va celebrar en dues voltes, el 20 de gener i el 3 de febrer, ja que en la primera cap candidat va assolir la majoria necessària. El president, Boris Tadić, va ser reelegit com a President de Sèrbia en la segona volta amb el 51,61% dels vots emesos, derrotant el seu rival Tomislav Nikolić.

## Resultats
| Candidats           | Partits                                                  | Vots 1ª volta | Percentatge | Vots 2ª volta | Percentatge |
| ------------------- | -------------------------------------------------------- | ------------- | ----------- | ------------- | ----------- |
| Boris Tadić         | Partit Democràtic (DS)                                   | 1,457,030     | 35.39       | 2,292,650     | 51.61       |
| Tomislav Nikolić    | Partit Radical Serbi                                     | 1,646,172     | 39.99       | 2,178,014     | 47.69       |
| Velimir Ilić        | Nova Serbia                                              | 305,828       | 7.43        |               |             |
| Milutin Mrkonjić    | Partit Socialista de Sèrbia                              | 245,889       | 5.97        |               |             |
| Čedomir Jovanović   | Partit Liberal Democràtic                                | 219,689       | 5.34        |               |             |
| Ištvan Pastor       | Coalició Hongaresa                                       | 93,039        | 2.26        |               |             |
| Milanka Karić       | Moviment Força de Serbia                                 | 40,332        | 0.98        |               |             |
| Marijan Rističević  | Partit popular Camperol (NSS) Partit Camperol Unit (JSS) | 18,500        | 0.45        |               |             |
| Jugoslav Dobričanin | Partit Reformista                                        | 11,894        | 0.29        |               |             |
| Total               | Total                                                    |               | 100.0       |               | 100.0       |
| Votants registrats  | Votants registrats                                       | 6,708,697     | 100.0       | 6,723,762     | 100.0       |
| Total               | Total                                                    | 4,116,844     | 61.25       | 4,544,304     | 67.6        |
| Vàlids              | Vàlids                                                   | 4,007,953     | 97.35       | 4,463,548     | 98.2        |
| Nuls                | Nuls                                                     | 78,462        | 2.65        | 77,877        | 1.7         |